# Луцій Юлій Цезар (проквестор)
Луцій Юлій Цезар (лат. Lucius Julius Caesar, також відомий як Луцій Юлій Цезар V; ? — 46 до н. е.) — політичний та військовий діяч пізньої Римської республіки, претор 50 року до н. е.

## Життєпис
Походив з патриціанського роду Юліїв Цезарів. Син Луція Юлія Цезаря, консула 64 року до н. е.
У 50 році до н. е. став квестором. У 49 році до н. е., після переходу Гая Юлія Цезаря через Рубікон був відправлений сенатом до останнього для проведення перемовин. Вони відбулися у місті Аримін, проте не дали результату. Після цього Луцій Юлій Цезар повернувся до Риму. Звідси їздив з пропозиціями Гая Юлія Цезаря до Гнея Помпея у Капую щодо встановлення миру, проте й це було марним. Після цього Луцій Юлій Цезар остаточно перейшов на бік Гнея Помпея й втік до Африки. Тут він з невеликим флотом намагався протидіяти прихильникам Гая Юлія Цезаря на чолі із Гаєм Скрибонієм Куріоном, проте зазнав поразки. Згодом залишався у провінції Африка як проквестор.
У 46 році до н. е. Луцій Юлій Цезар брав участь у битві при Тапсі, де потрапив у полон до цезаріанців. Втім Гай Юлій Цезар помилував родича й залишив на посаді у провінції. Але незабаром Луція Цезаря було вбито при нез'ясованих обставинах.